# Allaster
Allaster is een geslacht van uitgestorven zee-egels uit de familie Scutellidae. Vertegenwoordigers van dit geslacht zijn slechts als fossiel bekend.

## Soorten
- Allaster rotundatus Nisiyama, 1968 †